# Episodi di The DuPont Show of the Month (prima stagione)
La prima stagione della serie televisiva The DuPont Show of the Month è andata in onda negli Stati Uniti dal 29 settembre 1957 al 12 giugno 1958 sulla CBS.
| nº | Titolo originale           | Prima TV USA      |
| -- | -------------------------- | ----------------- |
| 1  | Crescendo                  | 29 settembre 1957 |
| 2  | The Prince and the Pauper  | 28 ottobre 1957   |
| 3  | Beyond This Place          | 25 novembre 1957  |
| 4  | Junior Miss                | 20 dicembre 1957  |
| 5  | The Bridge of San Luis Rey | 21 gennaio 1958   |
| 6  | Cole Porter's 'Aladdin'    | 21 febbraio 1958  |
| 7  | A Tale of Two Cities       | 27 marzo 1958     |
| 8  | The Red Mill               | 19 aprile 1958    |
| 9  | Wuthering Heights          | 9 maggio 1958     |
| 10 | The Member of the Wedding  | 12 giugno 1958    |

## Crescendo
- Prima televisiva: 29 settembre 1957

### Trama
- Guest star: Julie Andrews (se stessa), Louis Armstrong (se stesso), Eddy Arnold (se stesso), Diahann Carroll (se stessa), Carol Channing (se stessa), Benny Goodman (se stesso), Rex Harrison (Mr. Sir), Stanley Holloway (se stesso), Mahalia Jackson (se stessa), Sonny James (se stesso), Stubby Kaye (se stesso), Peggy Lee (se stessa), Matt Mattox (se stesso), Ethel Merman (se stessa), Lizzie Miles (se stessa), Turk Murphy (se stesso), The Norman Luboff Choir (loro stessi), Dinah Washington (se stessa)

## The Prince and the Pauper
- Prima televisiva: 28 ottobre 1957

### Trama
- Guest star: Douglas Campbell (King Henry VIII), John Carradine (John Canty), Patty Duke, Robert Goodier (Ruffler), Cedric Hardwicke (Lord Hertford), Rosemary Harris (Lady Edith), Hurd Hatfield (Sir Hugh), Peter Lazer (Humphrey Marlowe), Arthur Malet (Hodge), John Milligan (Hugo), Christopher Plummer (Sir Miles Hendon), Rex Thompson (Prince Edward), Johnny Washbrook (Tom Canty)

## Beyond This Place
- Prima televisiva: 25 novembre 1957

### Trama
- Guest star: Max Adrian (Sir Matthew Sprott), Russell Collins, Brian Donlevy (constable Dale), Eduard Franz (Dunn), Peggy Ann Garner (Lena Anderson), Farley Granger (Paul Burgess), Hurd Hatfield (Oswald), Arthur O'Connell, Farrell Pelly (Mr. Prusty), Torin Thatcher (Rees Mathry), Fritz Weaver (Charlie Castle), Ruth White (Mrs. Burgess), Shelley Winters (Louisa Burt)

## Junior Miss
- Prima televisiva: 20 dicembre 1957

### Trama
- Guest star: Don Ameche (Harry Graves), Joan Bennett (Grace Graves), Paul Ford (J.B. Curtis), Carol Lynley (Judy Graves), Diana Lynn (Ellen Curtis), Susanne Sidney (Fluffy Adams), Jill St. John (Lois Graves), David Wayne (Willis Reynolds)

## The Bridge of San Luis Rey
- Prima televisiva: 21 gennaio 1958

### Trama
- Guest star: Judith Anderson (Marquesa de Montemayor), Theodore Bikel, Peter Cookson, Hume Cronyn, Clifford David, Rita Gam, Steven Hill, Kurt Kasznar, Eva Le Gallienne (Abbess), Viveca Lindfors, William Marshall, Miko Oscard, Sandra Whiteside

## Cole Porter's 'Aladdin'
- Prima televisiva: 21 febbraio 1958

### Trama
- Guest star: Dennis King (madre di Astrologer), Anna Maria Alberghetti (principessa), Alec Clarke (Prime Minister), George Hall (Chamberlain), Geoffrey Holder (Genie), Una Merkel (Aladdin), Sal Mineo (Aladdin), Howard Morris (Wu Fang), Basil Rathbone (Emperor), Cyril Ritchard (Sui-Janel), Akim Tamiroff

## A Tale of Two Cities
- Prima televisiva: 27 marzo 1958

### Trama
- Guest star: Max Adrian (Marquis St. Evremonde), Douglas Campbell, Francis Compton (Gabelle), James Donald (Sydney Carton), Bill Duell (Jerry Cruncher), Denholm Elliott (Charles Darnay), Gracie Fields (Miss Pross), Walter Fitzgerald (Jarvis Lorry), Bruce Gordon (Defarge), Rosemary Harris (Lucie Manette), David Hurst (Mr. Stryver), Margaret Linn, Agnes Moorehead (Madame Defarge), Eric Portman (dottor Manette), Alfred Ryder (Gaspard), George C. Scott (Jacques), Fritz Weaver (Barsad)

## The Red Mill
- Prima televisiva: 19 aprile 1958

### Trama
- Guest star: Edward Andrews (sindaco Jan Van Borkem), Shirley Jones (Gretchen Van Damm), Harpo Marx (narratore), Elaine May (Candy Carter), Mike Nichols (Rod Carter), Donald O'Connor (Johnny Shaw), Evelyn Rudie (narratore), Elaine Stritch (Zia Bertha)

## Wuthering Heights
- Prima televisiva: 9 maggio 1958

### Trama
- Guest star: Richard Burton (Heathcliff), John Colicos (Hindley), Patty Duke (Young Cathy), Denholm Elliott (Edgar Norton), Robert Flemyng (dottor Kenneth), Yvonne Furneaux (Cathy), Rosemary Harris (Isabella), Barry Jones (Mr. Earnshaw), Bernard Miles (Joseph), Cathleen Nesbitt (Ellen), Michel Ray, Angela Thornton, Mark L. Hykin (Young Hindley)

## The Member of the Wedding
- Prima televisiva: 12 giugno 1958

### Trama
- Guest star: Catherine Ayers (Laura), Crahan Denton (Butler), Stanley Greene (T.J. Williams), Claire Griswold (Janice), Larry Hagman (Jarvis), Jo Hurt (Mrs. West), Dennis Kohler (John Henry), Claudia McNeil (Bernice Sadie Brown), Collin Wilcox Paxton (Frankie Addams)